# Томер Капон
Томер Капон (івр. תומר קאפון; нар. 15 липня 1985, Холон, Ізраїль) — ізраїльський актор. Знявся в багатьох популярних ізраїльських експортних телесеріалах, як-от «Заручники» (2013—2016), політичні трилери «Фауда» (2015) і «Коли герої літають» (2018). 2016 року отримав премію «Офір» за найкращу чоловічу роль другого плану у драмі «Один тиждень і день». З 2019 року виконував роль Сержа/Французика в супергеройському потоковому телесеріалі Amazon Prime Video «Хлопаки». Вважається найуспішнішим ізраїльським актором, який працює в діаспорі, після Наталі Портман і Галь Гадот.

## Біографія
Народився в Холоні, Ізраїль, як друга дитина в родині власників бізнесу. Виріс у місті Рішон-ле-Ціон, яке пов'язане з ізраїльським режисером Шаєм Капоном. Після закінчення середньої школи 2004 року призваний в Армію оборони Ізраїлю. Служив солдатом, а потім командиром відділення у 202-му батальйоні Цанханім ЦАХАЛу.
У 26 років проживав у кварталі Хатіква в Тель-Авіві, де протягом року навчався в студії виконавських мистецтв Йорама Левенштейна.
В інтерв'ю 2019 року він сказав щодо свого прізвища: «Воно має мати „е“ в кінці, але ми не хочемо, щоб люди читали „Капоне“, як у гангстера. Ми не хочемо ніяких непорозумінь».
З 2012 року перебуває у стосунках з ізраїльською акторкою Ортал Бен-Шошан.
Капон був одним із багатьох акторів і знаменитостей, які підписали відкритий лист до президента США Джо Байдена з подякою за його «непохитне моральне переконання, лідерство та підтримку» єврейського народу після нападу ХАМАС на Ізраїль 7 жовтня.

## Кар'єра
2012 року отримав першу акторську роль в ізраїльському молодіжному серіалі «Галіс». Знімався в популярних ізраїльських експортних проєктах, як-от «Заручники» та в політичному трилері «Фауда». Також брав участь в першому сезоні ізраїльського серіалу «Медсанчастина Таагад 33». Його дебют у кіно відбувся 2015 року у фільмі Наталі Портман «Повість про любов і пітьму». 2016 року став лавреатом премії «Офір» за найкращу чоловічу роль другого плану у драмі «Один тиждень і один день».
2017 року став одним із кількох ізраїльських знаменитостей, які відтворили культові ізраїльські фотографії на честь 69-ї річниці незалежності країни. Капон відтворив обкладинку журналу «Лайф» Йоссі Бен Ганани після Шестиденної війни, на якій він зображений як молодий військовослужбовець ЦАХАЛу, який тріумфально стискає гвинтівку, стоячи у водах Суецького каналу.
2018 року знявся в серіалі «Коли герої літають». Він грає ветерана війни з підрозділу спеціального призначення, який возз'єднується з трьома друзями для однієї останньої місії в колумбійських джунглях. Серіал-трилер став «Найращим серіалом» на фестивалі CannesSeries. Серіал був придбаний Netflix і доступний з початку 2019 року.
2018 року Капон разом із Шломіт Малка був офіційною моделлю ізраїльської мережі одягу Fox.
У червні 2018 року отримав роль Френчі в серіалі про супергероїв від Amazon «Хлопаки». Прем'єра серіалу відбулася 26 липня 2019 року. Напередодні прем'єри Amazon продовжила серіал на другий сезон.
2020 року зіграв Моті, головного героя ізраїльського драматичного серіалу «Віч-на-віч» на телеканалі Кан 11.

## Фільмографія
| Рік       |   | Українська назва           | Оригінальна назва           | Роль                 |
| --------- | - | -------------------------- | --------------------------- | -------------------- |
| 2012      | с | Галіс                      | Galis                       | Беньямін Берг        |
| 2013—2016 | с | Заручники                  | Hostages                    | Гай                  |
| 2015      | с | Розкопки                   | Dig                         | Надав                |
| 2015      | с | Фауда                      | Fauda                       | Боаз                 |
| 2015      | ф | Повість про любов і пітьму | A Tale of Love and Darkness | Піонер               |
| 2015      | ф | Весільна лялька            | Wedding Doll                | Чен                  |
| 2016      | с |                            | Der Tel-Aviv-Krimi          | Амір Дауд            |
| 2016      | с | Медсанчастина Таагад 33    | Taagad                      | Даніель              |
| 2016      | ф | Один тиждень і один день   | One Week and a Day          | Зохар Зулер          |
| 2017      | с | Эрец Нехедерет             | ארץ נהדרת                   | кавалер на побаченні |
| 2017—2018 | с | Повня                      | Fullmoon                    | Ідан Перрі           |
| 2018      | с | Коли герої літають         | When Heroes Fly             | Авів Даніно          |
| 2018      | ф | Операція «Ентеббе»         | Entebbe                     | Девід Коен           |
| 2019—2024 | с | Хлопаки                    | The Boys                    | Серж/Французик       |
| 2020      | с | Віч-на-віч                 | אחד על אחד                  | Моті                 |
| 2024      | ф | Прискорення                | Slingshot                   | Неш                  |